# Lyme Regis
Lyme Regis er en kystby i Dorset, England. Af byens omkring 3.500 indbyggere er omkring 45 % pensionister, hvoraf mange er tilflyttere fra andre steder på grund af det behagelige klima.
Byen ligger på Jurassic Coast ved grænsen til Devon og kaldes Dorsets perle. Kyststriben er optaget på Verdensarvslisten og er opkaldt efter de mange fossiler, der er fundet i området. Byen blev grundlagt som en havn i det 13. århundrede og var længe en af Englands vigtigste havne. I det 20. århundrede kom nedgangstider, og i 1960'erne blev togstationen nedlagt. Turisme er et vigtigt erhverv for byen.
Lyme Regis er kendt for The Cobb, en speciel mur i havneanlægget. Den er nævnt i Jane Austens romaner og vises i filmen Den franske løjtnants kvinde, som er baseret på en bog af den lokale forfatter John Fowles.
I 1685 steg James Scott, 1. hertug af Monmouth, i land i Lyme Regis og påbegyndte sit mislykkede oprør.
I 1812 fandt Mary Anning, en fattig pige i tolvårsalderen, fossilet af den første kendte ichthyosaurus under en af sine vandringer langs kystklipperne ved Lyme Regis. Hun solgte fossiler til besøgende og blev ophav til den engelske "tungekrøller" She sells seashells on the seashore. Anning fandt også den første kendte plesiosaurus, og flere af hendes fund kan beskues i Natural History Museum i London.

## Eksterne links
- Wikimedia Commons har flere filer relateret til Lyme Regis